# Властов, Егор Иванович
Егор (Георгий) Иванович Властов (1770, Константинополь, Османская империя — 1837, Владимирская губерния, Российская империя) — русский офицер греческого происхождения, генерал-лейтенант русской императорской армии, участник Отечественной войны 1812 года.

## Биография
Родился в 1770 году в Константинополе. Был подобран русскими моряками во время первой архипелагской экспедиции русского флота и привезён в Санкт-Петербург.
Получил образование в Греческом кадетском корпусе в Санкт-Петербурге; выпущенный оттуда подпоручиком в Эстляндский егерский корпус, поступил в гребной флот, действовавший, под командованием принца Нассау-Зигена, против шведов; когда же этот флот в ходе Второго Роченсальмского сражения был разбит шведами, Властов, с другими офицерами, пробился на баркасе сквозь суда неприятеля и благополучно ушёл от преследования, за что был произведён в поручики.
Во время русско-польской войны в 1792 году участвовал в боях: 25 июня при Пащуге, 29 июня — при местечке Зельве, где, командуя стрелками, сбил неприятеля с позиции и завладел двумя мостами, чем весьма облегчил переправу корпуса генерала Ферзена; 21 июля сражался под Брест-Литовском.
В ходе подавления восстания Костюшко 8-9 июня 1794 года сражался под Вильной и 31 июня штурмовал сам город.
В 1795 году был переведён в Санкт-Петербургский гренадерский полк.
В 1806 году майору Властову было приказано сформировать 24-й егерский полк; назначенный его командиром, он участвовал с ним в сражении под Пултуском, затем в боях при Прейсиш-Эйлау и Гейльсберге; в последнем был контужен.
За отличие 12 декабря 1807 года был произведён в полковники и назначен шефом 24-го егерского полка; командуя им, принял участие в войне со шведами в 1808 году, особенно отличившись в бою при Карстуле, за что был награждён орденом Святого Георгия 3-й степени № 193: 
В воздаяние отличнаго мужества и храбрости, оказанных в нынешнюю кампанию против шведов, в течение коей, командуя отрядом, два раза разбил неприятеля: 21-го июня при Линдулаксе и 9-го августа при Карстуле и много содействовал в победе 28-го июня при Перхо.
Бой при Карстуле был назван «офицерским», так как офицеры отряда Властова, воодушевляемые его выдающейся храбростью, преследуя шаг за шагом неприятельский отряд полковника Фиандта на протяжении 18 верст, всё время дрались впереди, соревнуясь в храбрости со своим командиром.
В ходе Отечественной войны Властов командовал частью арьергарда в корпусе графа Витгенштейна; 18 октября 1812 года за отличие в боях при Якубове, Клястицах и Головчице был произведён в генерал-майоры и назначен командиром 3-й бригады 5-й пехотной дивизии (состоявшей из 23-го и 24-го егерских полков).
При обороне Полоцка занимал Спасский монастырь и удерживал его до последней возможности против превосходящих сил неприятеля, за что был награждён золотой шпагой с бриллиантами. Граф Витгенштейн вверил ему после этого весь арьергард своего корпуса, с которым Властов 10 августа нанёс поражение баварскому корпусу генерала Вреде у двора Белого; за это дело Властов был награждён орденом Святой Анны 1-й степени.
Затем, 7 октября он принимал участие в штурме Полоцка, на этот раз командуя авангардом корпуса графа Витгенштейна; 11 октября, посланный с отрядом, численностью в 5 тысяч человек и 14 орудиями, для наблюдения за корпусом французского маршала Макдональда, занял теснины между Друей и Брацлавом и сжёг все продовольственные запасы неприятеля; 11 ноября в бою при деревне Узнацке отряд Властова взял в плен полторы тысячи французских солдат; после боя под Батурами Властов, вместе с генералом Василием Гарпе, преследуя арьергард маршала Виктора по дороге к реке Бобру, взял в плен 27 офицеров и 400 нижних чинов. После сражений 15 ноября у Старого Борисова и 16 ноября на берегах Березины отрядом Властова было взято в плен 58 офицеров, более тысячи солдат и 10 орудий.

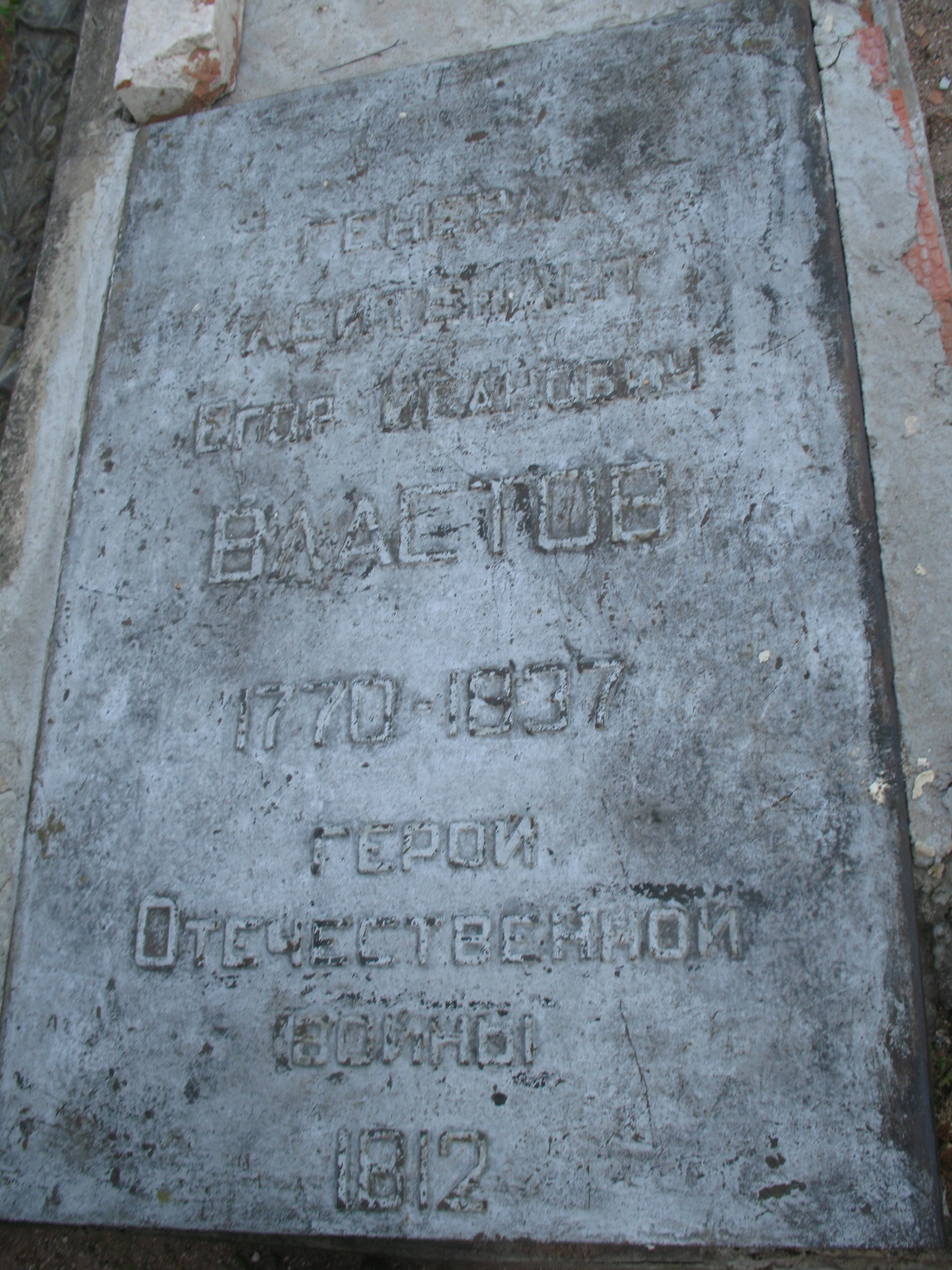
Надгробие могилы Е. И. Властова у Уводьского водохранилища в 2009 году.

В 1813 году Властов участвовал в сражениях 14 и 15 августа под Дрезденом; 18 августа, командуя арьергардом графа Витгенштейна, он удержал при деревне Цинвальде напор корпуса Мармона. В боях 28 и 29 августа под Доною он командовал пехотою авангарда графа Палена; 1-3 сентября под Петерсвальде командовал правым флангом 5-й дивизии.
В сражении под Лейпцигом 4 октября, командуя своей бригадой и Калужским пехотным полком с 12 орудиями, Властов выдержал сильные атаки превосходящих сил неприятеля; 6 октября сражался при Либертвольквице. Далее Властов участвовал в преследовании врага через Вестфалию и Вюртемберг и осаждал Страсбург.
В кампанию 1814 года Властов, в составе корпуса графа Витгенштейна, сражался при Бар-сюр-Об, при Труа, Арси-сюр-Об, Фершампенуазе и, наконец, 18 марта под Парижем, когда, на виду у императора Александра I, с полками 3-й дивизии князя Шаховского атаковал кладбище Монлуи и, несмотря на отчаянное сопротивление французов, занял позицию и захватил 8 орудий. За это отличие был произведён в генерал-лейтенанты.
По возвращении в Россию он с июня 1815 года последовательно командовал 6-й и 5-й (в 1820 году переименована во 2-ю) пехотными дивизиями; с первой он совершил поход в Силезию после бегства Наполеона с острова Эльбы.
Затем жил в усадьбе Княжево Владимирской губернии, где и умер 29 января (10 февраля) 1837 года. Похоронен в селе Юрьевское на Уводи Шуйского уезда (ныне — село Егорий) «при Георгиевской церкви, им построенной». Надгробие на могиле Властова было отреставрировано.